# 진회숙
진회숙(1956년~)은 대한민국의 음악 평론가다. 이화여대 음악대학과 서울대 음악대학원을 졸업하고, 월간 <객석>이 공모한 1988년 제4회 예술평론상을 받으면서 음악평론가로 활동하고 있다.